# PJ352-15
PSO J352.4034-15.3373 или PJ352-15 — квазар с релятивистской струей, приписываемой сверхмассивной чёрной дыре с массой порядка миллиарда масс Солнца. Он был открыт с помощью рентгеновской обсерватории Чандра. Сообщение об этом было опубликовано в марте 2021 года. Данный объект на момент открытия был самым удалённым от Земли ( z=5.831 что составляет 12,74 миллиарда световых лет ) из известных науке квазаров с рентгеновским джетом.

## Открытие
Наблюдения с использованием обсерватории Чандра, в ходе которых были открыты рентгеновские джеты, продолжались три дня. Рентгеновское излучение было обнаружено в 160 тысячах световых лет от квазара, в том же направлении, где ранее с использованием Very Long Baseline Array были открыты видимые в радиодиапазоне релятивистские струи.
На момент открытия с данным квазаром оказалось связано сразу несколько астрономических рекордов: самые длинные релятивистские струи у объекта, сформировавшегося в первый миллиард лет после Большого взрыва (ранее он составлял всего 5000 световых лет т.е. в 32 раза меньше нового рекорда), а также самый удалённый от Земли квазар с рентгеновским джетом (предыдущий находился на 300 миллионов световых лет ближе).
Сообщение об открытии было опубликовано в марте 2021 года, научная статья о нём принята к публикации в The Astrophysical Journal.

## Сверхмассивная чёрная дыра
Сверхмассивная чёрная дыра, которая должна являться источником джета, находится в центре молодой галактики и имеет массу порядка миллиарда масс Солнца. Расстояние до неё указывает, что она сформировалась не позднее миллиарда лет после Большого взрыва. Как происходило формирование столь массивных объектов в столь раннюю эпоху эволюции Вселенной — один из ключевых вопросов современной космологии. Значительная длина релятивистских струй говорит о том, что рост чёрной дыры, обеспечивающей их энергией, продолжался уже в течение достаточно существенного периода времени.